# Podreber (gmina Dobrova-Polhov Gradec)
Podreber – wieś w Słowenii, w gminie Dobrova-Polhov Gradec. W 2018 roku liczyła 183 mieszkańców.